# Pocillopora indiania
Pocillopora indiania är en korallart som beskrevs av Veron 2002. Pocillopora indiania ingår i släktet Pocillopora och familjen Pocilloporidae. IUCN kategoriserar arten globalt som sårbar.
Artens utbredningsområde är Indiska oceanen. Inga underarter finns listade i Catalogue of Life.